# Nationale Bond voor Bezuiniging
De Nationale Bond voor Bezuiniging (later Bezuinigingspartij) was een rechtse politieke partij in Nederland in de jaren 30 van de 20e eeuw. 

## Geschiedenis
De partij werd opgericht door Cornelis Herfst Adriaan van der Mijle, nadat die vanwege een conflict met de secretaris uit de Nederlandsche Bond van Belastingbetalers was gestapt. De partij bracht twee periodieken uit, de De Belastingbetaler en De Tegenstroom. De ondertitel van De Tegenstroom was: 
ter bestrijding van sociale, economische en politieke nieuwigheden, als daar zijn: verplichte luiheid, arbeidersverpietering, raden van arbeid, georganiseerd overleg, overheidsbemoeiing, staatssocialisme, socialisatie, bolsjewisme, vrijheidsberooving, plaatselijke keuze, officieele geldvermorsing en ambtenarij.
 Daarmee werd het doel van de partij omschreven. 
Bij de verkiezingen van 1922 kreeg de partij 8193 stemmen, te weinig voor een zetel. Voor de verkiezingen in 1923 voor de Provinciale Staten in Zuid-Holland sloot de partij zich aan bij de Liberale Partij, maar deze voldeed niet aan de kiesdrempel. Bij de verkiezingen van 1925 heette de partij Bezuinigingspartij. Met oud-leden van de Nederlandsche Bond van Belastingbetalers en de Liberale Partij deed de partij een nieuwe poging voor een zetel, maar het doel werd wederom niet gehaald.